# Grand Hotel Cabaret
Grand Hotel Cabaret è una serie televisiva italiana andata in onda dal 1993 al 1996 ideata da Gianni Nanfa e Ignazio Mannelli trasmessa da molte reti locali e nazionali tramite il circuito Cinquestelle. La serie, di stampo comico, era interpretata da noti cabarettisti palermitani di quegli anni, che impersonavano lo staff e i residenti del Grand Hotel Cabaret.
Tra i comici partecipanti alla serie vi furono Gianni Nanfa, Giacomo Civiletti, Toti e Totino, Salvatore Ficarra, Lo Scarrozzo,  I tre e un quarto, Bibi Bianca e Giuseppe Giambrone.
La sigla iniziale vede protagonista Gianni Nanfa che, con un pullman, va a prendere in giro per Palermo staff e residenti dell'albergo e li porta al Grand Hotel, il tutto accompagnato da una musica strumentale. Sigla finale del programma è L'isola, di Massimo Melodia, dedicata alla Sicilia; in video scorrono immagini dei tecnici della serie e di luoghi siciliani.